# Neon kiyotoi
Neon kiyotoi är en spindelart som beskrevs av Ikeda 1995. Neon kiyotoi ingår i släktet Neon och familjen hoppspindlar. Inga underarter finns listade i Catalogue of Life.